# Stapelianthus montagnacii
Stapelianthus montagnacii là một loài thực vật có hoa trong họ La bố ma. Loài này được (Boiteau) Boiteau & Bertrand in Jacobsen miêu tả khoa học đầu tiên năm 1954.